# Nicola Conci
Nicola Conci (Trento, 5 de enero de 1997) es un ciclista italiano miembro del equipo XDS Astana Team.

## Palmarés
2017 (como amateur)
- Trofeo Ciudad de San Vendemiano
- Gran Premio Sportivi di Poggiana

## Resultados en Grandes Vueltas y Campeonatos del Mundo
| Carrera         | Carrera         | 2018 | 2019 | 2020 | 2021 | 2022 | 2023 | 2024 | 2025 |
| --------------- | --------------- | ---- | ---- | ---- | ---- | ---- | ---- | ---- | ---- |
|                 | Giro de Italia  | —    | 63.º | 52.º | —    | —    | Ab.  | 23.º | 56.º |
|                 | Tour de Francia | —    | —    | —    | —    | —    | —    | —    | —    |
|                 | Vuelta a España | Ab.  | —    | —    | —    | —    | —    | —    | —    |
| Mundial en Ruta | Mundial en Ruta | —    | —    | —    | —    | 33.º | —    | —    | —    |

—: no participa

Ab.: abandono